# روبرت ليندساي
روبرت ليندساي (بالإنجليزية: Robert Lindsay) (و. 1890 – 1958 م) هو منافس ألعاب قوى من المملكة المتحدة، والمملكة المتحدة لبريطانيا العظمى وأيرلندا، ولد في واندزورث، شارك في الألعاب الأولمبية الصيفية 1920، توفي في باترسي، عن عمر يناهز 68 عاماً.

## روابط خارجية
- روبرت ليندساي على موقع اللجنة الأولمبية الدولية (الإنجليزية)
- روبرت ليندساي على موقع أوليمبيديا (الإنجليزية)
- روبرت ليندساي على موقع اللجنة الأولمبية البريطانية (الإنجليزية)